# Boophone disticha
Espèce
Synonymes
- Amaryllis disticha   L.f.
- Amaryllis toxicaria  (L.f. ex Aiton) D.Dietr
- Boophone intermedia   M.Roem.
- Boophone longipedicellata   Pax
- Boophone toxicaria  (L.f. ex Aiton) Herb
- Brunsvigia ciliaris  (L.) Ker Gawl.
- Brunsvigia disticha  (L.f.) Sweet
- Brunsvigia rautanenii    Baker
- Brunsvigia toxicaria   (L.f. ex Aiton) Ker Gawl.
- Haemanthus ciliaris   L.
- Haemanthus distichus  (L.f.) L.f. ex Savage
- Haemanthus robustus     Pax
- Haemanthus sinuatus   Schult. & Schult.f.
- Haemanthus toxicarius   L.f. ex Aiton

Boophone disticha est une espèce de plante à fleurs, bulbeuse, tropicales et subtropicales, endémique d'Afrique. Communément appelée plante du siècle ,. Boophone disticha a été collecté pour la première fois en 1781 en Afrique du Sud par le botaniste suédois Carl Peter Thunberg et décrit par Carl Linnaeus comme Amaryllis disticha. Depuis lors, il a été classé dans les genres Brunsvigia et Haemanthus , pour finalement s'arrêter sous le nom de Boophone. Le genre lui-même a été écrit de trois manières ( Boophone, Boophane et Buphane ) par l'auteur William Herbert, mettant à rude épreuve les procédures des règles de nomenclature. L'étymologie du genre vient du grec bous = bœuf, et phontes = tueur de, un avertissement clair que la consommation de la plante peut être mortelle pour le bétail .
Le genre tel qu'il est actuellement compris comprend deux ou peut-être trois espèces. B. disticha est l'une des espèces bulbeuses les plus répandues en Afrique du Sud, son apparence est facilement identifiable par son feuillage en éventail et son énorme bulbe dépassant  à moitié du sol. Les Khoi, les Bushmen et les Bantous étaient conscients de sa nature toxique et utilisaient des parties de la plante à des fins médicinales et comme poison de flèche. Les principaux composés sont l'eugénol - une huile aromatique volatile sentant le clou de girofle et ayant des propriétés analgésiques, et les alcaloïdes toxiques buphandrine, crinamidine et buphanine, cette dernière ayant un effet similaire à celui de la scopolamine et si elle est prise en quantité peut conduire à l'agitation, la stupeur,de fortes hallucinations et (en cas d'ingestion excessive) le coma ou la mort .
Cette espèce produit une seule inflorescence avant l'arrivée des nouvelles feuilles de la saison. Au cours de la maturation, les pédicelles de la fructification subissent un processus de raidissement et un allongement remarquable jusqu'à environ 300 mm. Lorsque la tête de fructification se sépare à sa jonction avec la tige, elle est facilement déplacée par de légères brises, dispersant ainsi les graines en roulant.

## Répartition et habitat indigènes
Boophone disticha est originaire d'Angola, du Botswana, du Burundi, de la République démocratique du Congo, du Kenya, du Lesotho, du Malawi, du Mozambique, de la Namibie, du Rwanda, de l'Afrique du Sud (dans les provinces du Cap oriental, de l'État libre, du Gauteng, du KwaZulu-Natal, du Limpopo, Mpumalanga, Western Cape ), Swaziland, Tanzanie, Ouganda, Zambie et Zimbabwe . Il pousse à l'état sauvage dans les savanes sèches, les prairies et les clairières des forêts .

## Les usages
Boophone disticha a été utilisé localement pour fabriquer du poison pour les pointes de flèches et dans le traitement de la piroplasmose équine  , .
Le bulbe a un large éventail d'utilisations dans la médecine traditionnelle africaine . Il contient des alcaloïdes tels que la lycorine, la buphanine, la buphanitine et la buphanidrine qui ont des propriétés analgésiques et hallucinogènes .
Le matériel provenant du bulbe de cette espèce était associé à la préservation de la momie Khoi Kouga trouvée dans le Langkloof.